# 飓风卡蒂娅 (2011年)
颶風卡蒂婭（英語：Hurricane Katia）是一場典型的佛得角型颶風，成為後熱帶氣旋後為歐洲帶來了巨大的影響。卡蒂婭是相對較為活躍的2011年大西洋颶風季中第11個獲得命名的風暴，也是該季第2場颶風和第2場大型颶風，其源於8月29日在東大西洋出現的東風波。翌日，卡蒂婭增強成熱帶風暴，並於9月1日進一步發展為颶風，但不利的大氣條件阻礙了風暴的繼續增強。隨著風暴開始在西大西洋上轉向，更有利的環境支持卡蒂婭在9月5日成為大型颶風，並在當天下午以每小時220公里的風速達到四級颶風標準的最高強度。系統核心的重新崩解、增強的風切變、迎面而來的冷鋒，以及愈趨寒冷的海面溫度都促使氣旋在最高強度後立即減弱，卡蒂婭最終在9月10日轉變成溫帶氣旋。
雖然卡蒂婭在小安的列斯群岛以北較遠處經過，但瓜德羅普仍然接獲黃色警戒，以通報居民防範危險的海浪。美國東岸的強烈離岸流導致兩名泳客死亡。在失去熱帶特徴後，卡蒂婭促使欧洲各地發出許多天氣警告。颶風風力的強風影響許多地方，令樹木和電線桿倒塌，數千戶房屋失去了電力供應。風暴在英國造成兩人死亡：在達勒姆郡，有一人在車上被倒塌的樹木壓死，另一人在由惡劣天氣條件導致的M54高速公路多車故障事故中死亡。卡蒂婭所變成的後熱帶氣旋單在英國就造成約1億英鎊的損失（1.57億美元，2011年）。

## 氣象歷史
8月27日，國家颶風中心開始監測非洲西岸一帶與东风波相關的大量對流。第二天，一個與擾動相關的低氣壓區形成，低氣壓區有足夠的組織，促使國家颶風中心在8月29日上午6時宣佈其於佛得角群島最南端西南約690公里處發展為熱帶低氣壓。低氣壓形成後最初在惡劣環境中掙扎，受強勁的東-東北风切变影響，其明確的中心位於風暴對流的東北邊緣附近。然而在8月30日凌晨0時，氣旋的對流組織增加標誌著它增強為對熱帶風暴卡蒂婭。
在一個位於卡蒂婭以北的廣闊的中層高壓脊引導下，氣旋向西北偏西行進了數天。影響氣旋的強大上層風逐漸鬆散，使其中心密集雲團區擴大，在南半圓形成一個大彎曲帶，並在微波圖像上發展出帶狀風眼。衛星強度估計值也相應增加，促使國家颶風中心在9月1日凌晨0時將位於背風群島以東約2175公里處的卡蒂婭升級為颶風。雖然預測條件仍將有助於進一步增強，但水氣衛星和微波圖像表明，中層的乾燥空氣在風暴升級為颶風後立即開始侵蝕風眼對流，而當卡蒂婭靠近一個尖銳的高層低壓槽時，上層風最終變得不甚有利。結果，風暴維持了颶風的最低標準幾乎三天，衛星上只出現部分眼壁或帶狀風眼特徵。

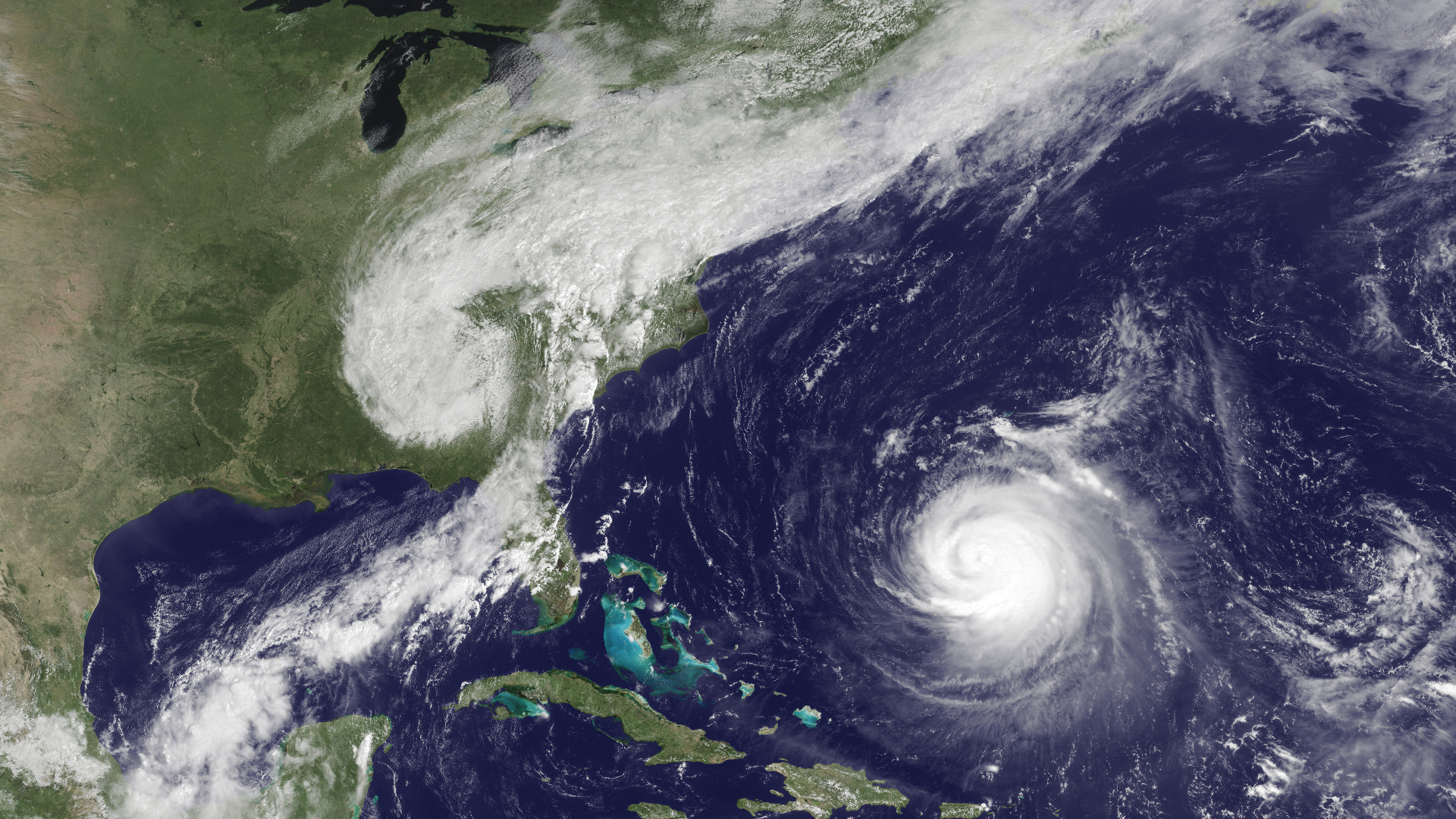
9月6日，李的殘留（左）和颶風卡蒂婭（右）

9月4日早上，颶風在一個大型的上層反氣旋之下移動，此反氣旋減低強勁的西南風切變。雖然它的對流組織尚未完全對稱，風眼在紅外線圖像上越來越明顯。大約在中午12時，其中心非常接近國家海洋和大氣管理局的浮標41044—其最大持续风速為每小時145公里，最大陣風為每小時174公里，表明卡蒂婭已經增強為二級颶風。雖然眼牆置換循環稍微導致風暴的對流模式惡化，但在9月5日中午12時，卡蒂婭達到大型颶風標準—萨菲尔-辛普森飓风等级中的三級或更高級別。12小時後，颶風進一步增強為四級颶風，達到最高風速每小時220公里，最低氣壓為942毫巴（百帕；27.82英寸汞柱），同時其風眼變暖，位於中心的深層對流變得更加對稱，上層流出擴大。
幾乎在達到最高強度後不久，卡蒂婭因為第二次眼牆置換循環開始而迅速減弱；隨著乾燥的空氣進入西部的環流以及其西北方的風切變的增加，它迅速減弱。內核心過程於9月7日早上完成，使卡蒂婭在一級颶風的強度上停留了數天。由於西南方的流量增加，導致上層低壓槽向東移動並橫過美國，使卡蒂亞的移速減慢並在9月9日轉向東北或東北偏東移動。當晚颶風重新加速，最終將卡蒂婭帶到接近攝氏22度的海面溫度。與風暴相關的深層對流減少，其環流與鋒面系統相結合，表明卡蒂婭在9月10日中午12時於紐芬蘭開普雷斯東南偏南約465公里處完成了溫帶氣旋轉化過程。斜壓能量推動強勁的溫帶低氣壓，在9月12日擦過蘇格蘭北部海岸，第二天被北海上空較大的溫帶系統吸收。

## 防災措施和影響

### 小安的列斯群島和美國

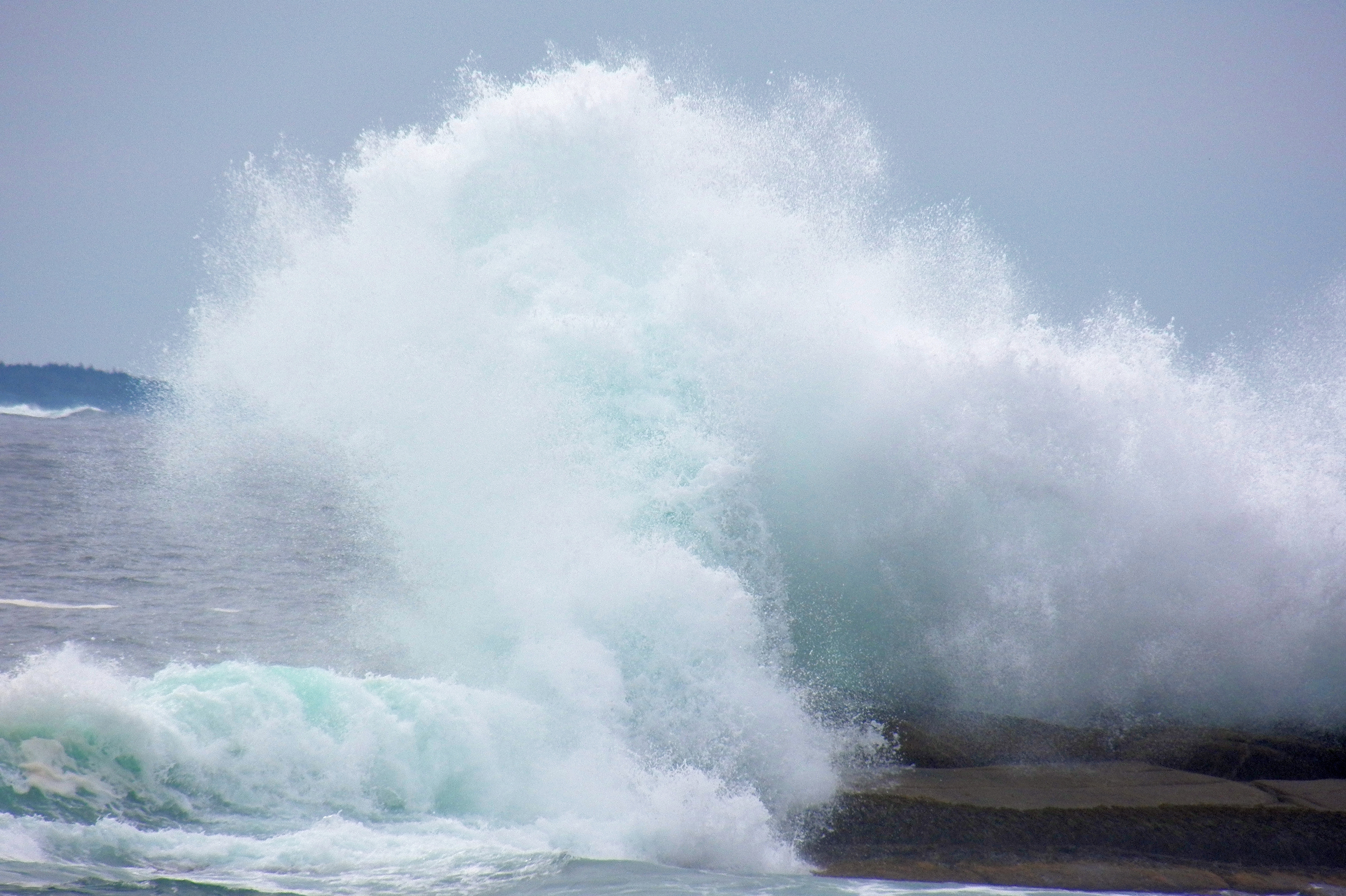
來自卡蒂婭的強勁湧浪衝向新斯科舍省南部海岸

卡蒂婭雖然在小安的列斯群岛東北方較遠處經過，但瓜德羅普仍然接獲黃色警戒，表示有可能有3-5米的湧浪。9月6日至9月7日，安提瓜和巴布达受其外圍雨帶影響，錄得21.59毫米的降雨。
9月4日，國家颶風中心指出，大規模的湧浪可能導致危及生命的離岸流，並預計將在隨後數天內對美國東岸造成影響。第二天，越來越多的湧浪在佛罗里达州奥蒙德海滩導致泳客死亡，並在9月11日於緬因州蒙希根有第二人因此而死亡。

### 歐洲
轉化為後溫帶氣旋後，卡蒂婭迅速橫過北大西洋，向歐洲方向移動，促使英國氣象局開始警告市民在9月9日後數天風暴的潛在影響。三天後，該機構向愛爾蘭和英国大部分地區發出黄色惡劣天氣警報，北愛爾蘭、英國最北端和蘇格蘭南部發出更嚴重的琥珀色警報；兩個警報都警告有烈風風力的可能性。同時，愛爾蘭氣象局概述了愛爾蘭的極端天氣警告，警告居民風速可能達每小時130公里，使樹木倒塌、建築物受損和引起洪災。愛爾蘭渡輪取消在都柏林和霍利希德之間的一些渡輪航班。瑞典氣象水文研究所警告，沿著瑞典海岸線的風力達烈風強度，雖然預計在鄰國挪威的降雨量會首當其衝。
卡蒂婭襲擊該地區時，蘇格蘭凱恩戈姆錄得最高風速為每小時158公里，在威爾士凱珀爾克里格的非山地觀測到陣風高達每小時130公里；這些觀察結果標誌著自1996年颶風麗麗以來影響最大的熱帶氣旋。高達15米的海浪衝擊愛爾蘭西部的海岸線，倒塌的電線暫時令通訊服務中斷。全國約有4000戶家庭沒有電力供應。電視劇《冰與火之歌：權力遊戲》中的一張作餐飲用途的道具大枱被吹上半空，導致1人受傷。在英國達勒姆郡，一名男子在他駕駛的巴士上被倒塌的樹木壓死；有乘客受傷但未傷及性命。另一宗死亡事件發生在由危險天氣導致的多人車禍，一名司機在M54高速公路上間接死亡。在布拉德福德最南部地區，一名11歲男孩被強風吹毀車庫屋頂的一部分擊中而受傷。倒塌的電線桿在數個牧場上引起火災。因為強風使英國之旅途經的路線有碎片，其第二階段被迫取消。在風暴之後，單在英國的損失估計有1億英鎊（2011年的1.57億美元）。卡蒂婭的殘留影響最東遠至俄羅斯，在該國造成破壞。在圣彼得堡，高達每小時75公里的陣風使建築物受損，約1500名居民沒有電力供應。在爱沙尼亚，風暴切斷約940戶的電力，特別影響了希乌马岛和哈爾尤縣的島嶼，沿岸地區風力強勁，陣風高達每小時90公里。

## 外部連結
维基共享资源上的相關多媒體資源：飓风卡蒂娅